# 국립망향의동산관리원
국립망향의동산관리원(國立望鄕-管理院)은 해외동포의 유해안장, 유해안장을 위한 주선 및 합동위령제에 관한 사항과 망향의 동산 안의 수목 및 시설물 등의 관리, 국내외 참배성묘객의 안내와 성묘객에 대한 모국소개 등에 관한 업무를 관장하는 대한민국 보건복지부의 소속기관이다. 2013년 9월 26일 발족하였으며, 충청남도 천안시 서북구 성거읍 망향로 372-8에 위치하고 있다. 원장은 서기관으로 보한다.

## 설립
망향의 동산은 해외동포 특히, 재일동포들이 과거 일본제국주의 침략으로 망국의 서러움과 갖은 고행 속에서 고향을 등지고 이국땅에서 숨진 영령들의 안식을 위해 만들어진 곳이다. 재일본대한민국민단이 건의하고 정부의 각별한 배려 속에 해외동포모국방문후원회의 적극적인 지원과 온 국민의 정성을 모아 1976년에 완공되었다.

## 연혁
- 1976년 6월 4일: 망향의 동산 조성 기본계획 확정 및 망향의 동산 조성 천원군 추진위원회 설치.
- 1976년 10월 2일: 충남 천안군 망향의 동산 관리소 준공 및 1차로 송환된 213기에 대한 안장 및 합동위령제가 국무총리, 관계요인 등 다수가 참석한 가운데 거행됨.
- 1983년 1월 1일: 보건사회부 소속 국립망향의동산관리소로 개편.
- 1994년 12월 23일: 보건복지부 소속으로 변경.
- 2008년 2월 29일: 보건복지가족부 소속으로 변경.
- 2010년 3월 19일: 보건복지부 소속으로 변경.
- 2013년 9월 26일: 국립망향의동산관리원으로 개편.

## 안장 대상
다음 조건에 해당하는 사람들이 이곳에 안장된다.
- 해외거주동포(해외거주 대한민국 국적자 또는 해외에 거주하는 자로서 대한민국 국민이었던 자를 말한다.)
- 해외거주동포로서 본인의 의사에 반하여 징용 등으로 외국에 거주하다가 영주귀국한 자
- 동산에 안장된 자 또는 안장예약자의 배우자
- 기타 대한민국의 보건복지부 장관이 동산에 안장할 필요가 있다고 인정한 자

### 안장 제한자
- 대한민국의 국가적 이익에 해가 되는 행위를 한 자
- 교포사회에서 반민족적 행위를 하여 지탄을 받은 자

## 안장 현황
- 대한항공 007편 격추 사건 희생자 한국인 105명과 외국인 164명을 포함한 269명
- 김학순: 일본군 위안부